# Осока ясна
{{#ifeq:0|0|{{#if:Carex diluta|{{#if:|[[]}}|[[]]}}}}
Осока ясна, осока світла (Carex diluta) — вид рослин із родини осокових (Cyperaceae), що зростає у Євразії.

## Біоморфологічна характеристика
Це багаторічна рослина (15)20–60 см заввишки. Кореневище коротке. Стебла ≈ 1 мм у діаметрі, тупотрикутні, гладкі. Листки від 1/2 до майже довжини стебла, 3–5 мм завширшки, плоскі, м'які, верхня поверхня гладка, нижня — дещо шорстка вздовж злегка вивернутих країв і вздовж жил, особливо до вершини; язичок ≈ 0.3 мм, тонкоперетинчастий; піхви 10–50 мм, сіро-коричневі, червоно-бурі пунктирні між жилками. Суцвіття складається з 1 чоловічого колоска і 2–6 жіночих колосків знизу. Чоловічий колосок (5)10–25 × 2–3 мм, блідо-коричневий; чоловічі колоскові луски ≈ 5 × 1 мм, тупі, тонкоперетинчасті. Жіночі колоски 5–25 × 4–6 мм, від випростаних до злегка пониклих; жіночі колоскові луски 2–3 × 1–1.2 мм, яйцеподібні, від гострих до усічених. Мішечки 2.5–3.5 × 1–1.5 мм, зелені, часто червоно-коричневі пунктирні між помітними жилками, дзьоб 0.5–0.8 мм. Період цвітіння: травень.

## Середовище проживання
Зростає у Євразії від України до Монголії; інтродукований до штату Монтана (США).
В Україні вид зростає на сирих солончакових луках — у Поліссі, зрідка; у Правобережного Лісостепу, у Лівобережному Лісостепу і Степу, спорадично, місцями звичайно.

## Синоніми
Синоніми: Carex aitchisonii Boeckeler, Carex aspratilis V.I.Krecz., Carex chorgosica Meinsh., Carex czarwakensis Litv., Carex karelinii Meinsh., Carex microlepis Boeckeler